# Пхё Чханвон
Пхё Чханвон (кор. 표창원, 3 мая 1966, Пхохан) — учёный, профессор и политик Кореи.

## Биография
Пхё Чханвон родился 3 мая 1966 года в Пхохане провинции Кёнсан-пукто. Окончил Национальный полицейский университет в 1989 году. В 1989 - 1999 годах работал полицейском. В 1998 году — преподаватель университета Кванун и университета иностранных языков Хангук. После ухода со службы полицейского В 1998 году  — преподаватель университета Ёнсе, университета Аджу и университета Кёнги. В 2001 — 2012 годах — профессор Национального полицейского университета. В 2012 году уходил с должности профессора против политической проблемы Национального агентства разведки.
В 2014 году основал научно-исследовательский институт по криминологии имени Пхё Чханвона.
27 декабря  2015 года вступал в Демократическую партию Тобуро. На выборах в Национальное собрание Республики Корея 20-го созыва, состоявшимся 13 апреля 2016 года, победила в избирательном округе Йонъин-джон.